# بيرزانو دي تورتونا
بيرزانو دي تورتونا (بالإيطالية: Berzano di Tortona)‏ هي بلدية في مقاطعة ألساندريا في إقليم بييمونتي في إيطاليا.

## السكان
في سنة 1861 بلغ عدد السكان 430 نسمة، وتطور العدد ليصل في سنة 2011 لـ 171 نسمة.
يظهر هذا المخطط البياني تطور النمو السكاني لـ بيرزانو دي تورتونا